# زهير حسيب
زهير حسيب (1960 - ) فنان تشكيلي سوري كردي من مواليد الحسكة في سوريا، وعضو اتحاد الفنانين التشكيليين في سوريا. حاز على جائزة الإبداع السنوية لاتحاد مثقفي غرب كوردستان في دورتها الأولى عام 2018.

## نشأته
ولد عام 1960 في مدينة الحسكة السورية، وتخرج من كلية الفنون الجميلة بجامعة دمشق/ قسم التصوير عام 1985، جَسّد في لوحاته قيم الجمال والسلام والتوق إلى الحرية، من خلال أسلوب التعبير والترميز، مثل استخدامه في بعض رسوماته وضعية الجنين، والتي ترمز لحالة الخوف والبحث عن الخلاص نحو عالم الجمال والحرية.

## المعارض

### الفردية
1980 الحسكة، المركز الثافي العربي.
1989 ألمانيا، دريسدن. قصر الثقافة.
1990 دمشق، صالة عشتار.
1991 حلب، صالة الخانجي.
2000 دمشق، صالة نصير شورى.
2002 دمشق، صالة نصير شورى.
2007 دمشق، صالة السيد.
2009 كردستان العراق، سليمانية صالة سوروكه.
2010 دمشق، صالة السيد.

### المعارض الجماعية
دمشق المتحف الوطني تحيه للشهداء.
صوفيا، معرض الشباب العالمي.
عمان، بينالي مسقط للشباب.
بيروت، مع الفنان فاتح المدرس، دار الندوة.
2003 دمشق، تكريم الفنان الراحل عمر حسيب.
2004 حلب، صالة كلمات.
2005 كردستان العراق، السليمانية صالة سوروكه.
ROJ 2009 فرنسا.

## المقتنيات
وزراة الثقافة، وزارة الدفاع، المتحف الوطني، دار الأوبرا، بيروت، دبي، عمان، السعودية، العراق، ألمانيا، سويسرا، السويد، باريس، وأغلب دول العالم.

## وصلات خارجية
- الموقع الرسمي.